# Hans-Werner Braun
Hans-Werner Braun (ne au 20e siècle) est un pionnier de l'Internet  germano-américain.

## Biographie
Hans-Werner Braun obtient un diplôme d'ingénieur en électrotechnique à l'Université de Bielefeld en 1978. Après cinq années à l'Université de Cologne, il rejoint l'Université du Michigan en 1983, où il est responsable du groupe d'ingénierie Internet et du développement d'une dorsale NSFNET au sein de la division « réseaux informatiques et technologies de l'information » du Merit Network (en) (Michigan Educational Research Triad). En 1991, il  rejoint le San Diego Supercomputer Center, où il occupe des postes de direction sur divers projets financés par la NSF. De 1996 à 2004, Braun travaille chez Teledesic Corporation comme architecte réseau en chef et architecte Internet. De 1996 à 2004, il travaille aussi à l'Université de Californie à San Diego, où il est professeur adjoint depuis 2003. 

## Réalisations
Hans-Werner Braun a joué un rôle clé dans le développement du réseau de la National Science Foundation (NSFNET) et dans la croissance d'Internet qui en a résulté en termes de débit, de portée et de fiabilité. Ses travaux ont ouvert la voie au routage à grande échelle et ont créé un modèle pour les réseaux Internet du monde entier. Le lancement de NSFNET en 1988, avec une dorsale de 1,5 Mbit/s, est considéré comme la naissance de l'Internet moderne,,.   
Hans-Werner Braun est coauteur de sept RFC dans les années 1980 et 1990, et il a eu une influence significative sur le développement d'Internet. 
Depuis 2000, Braun participe activement au développement du HPWREN (High Performance Wireless Research and Education Network), un ensemble de réseaux interconnectés. HPWREN relie des capteurs et caméras et est utilisé, entre autres, pour l'observation météorologique et la lutte contre les incendies,.  

## Distinction
En 2021, Hans-Werner Braun est intronisé au Temple de la renommée de l'Internet pour ses réalisations dans le développement de NSFNET,,.   